# Ignacio López Rayón

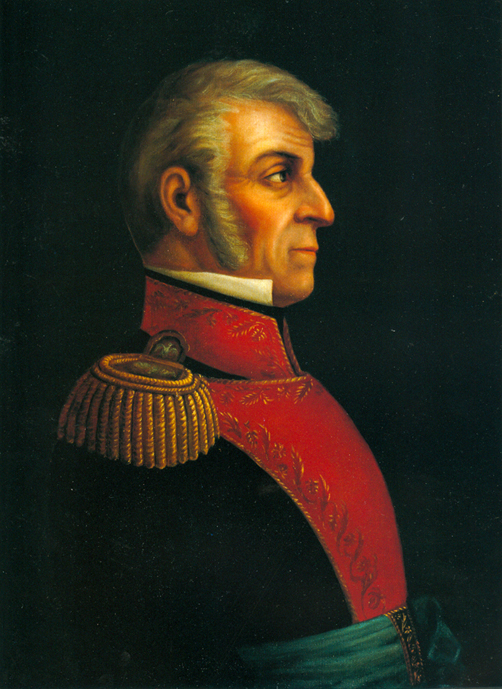
Ignacio López Rayón in Generalsuniform

Ignacio López Rayón (* 31. Juli 1773 in Tlalpujahua; † 2. Februar 1832 in Mexiko-Stadt) war in den Jahren 1810/1 Sekretär des mexikanischen Priesters und Unabhängigkeitskämpfers Miguel Hidalgo y Costilla und später selbst eine der führenden Persönlichkeiten im Mexikanischen Unabhängigkeitskrieg.

## Leben

### Privates Leben
Ignacio López Rayón war der Sohn von Andrés Mariano López-Rayón Piña (1742–1805) und seiner Frau María Josefa Rafaela López-Aguado y López-Bolaños (1754–1822), die in Mexiko als Mutter von fünf Söhnen, die allesamt der Unabhängigkeitsbewegung anhingen, ebenfalls hohes Ansehen genießt. Er studierte am Colegio de San Nicolás in Valladolid (heute Morelia), aus der später die Universidad Michoacana de San Nicolás de Hidalgo hervorgehen sollte; danach wechselte er an das Colegio de San Ildefonso in Mexiko-Stadt. Im Jahr 1796 schloss er seine Ausbildung ab und wurde Anwalt. Im August des Jahres 1810 heiratete er María Ana Martínez de Rulfo.

### Öffentliche Tätigkeit
Anfang des 19. Jahrhunderts begannen auch die Auseinandersetzungen und Kämpfe um die Unabhängigkeit des Landes, die in Zentralmexiko vor allem mit Übergriffen der Aufständischen (Insurgentes) auf die – vermeintlich meist mit dem Mutterland Spanien kollaborierenden oder sogar dort ansässigen – Großgrundbesitzer und deren Haciendas einhergingen. López Rayón war gegen derartige Aktionen, da sie die Wirtschaftskraft des Landes schwächten; stattdessen schloss er sich Miguel Hidalgo als dessen Privatsekretär und Mitarbeiter an – er erhielt den Titel Secretario de Estado y del Despacho, was ihm eine große Machtfülle bescherte.
Nach der für die Aufständischen verlorenen Schlacht an der Puente de Calderón im Januar 1811 flüchtete er nach Aguascalientes und weiter in Richtung Norden nach Zacatecas und Saltillo. Während die Anführer des Aufstandes vergeblich versuchten, sich in die USA durchzuschlagen und im Sommer 1811 in Chihuahua hingerichtet wurden, blieb López Rayón an der Spitze der etwa 3500 Soldaten zurück, was ihm den Titel ‚General‘ eintrug. Auf seinem Rückweg ins Zentrum Mexikos schlug er mehrere Schlachten, die er mit Glück und der besseren Motivation seiner Truppe zumeist gewann.
Er wandte sich an José María Morelos y Pavon mit dem Anliegen, die Aufständischen unter einer gemeinsamen Führung zu vereinigen. Im August 1811 konstituierte sich die Junta de Zitácuaro, die in der Folgezeit unter ihrem Chefredakteur Andrés Quintana Roo eine Zeitung (El Ilustrador Nacional) herausgab. Im Jahr 1812 wurde Zitácuaro von den Spaniern angegriffen, konnte sich jedoch behaupten; nach dem Abzug der Spanier verließ auch die Armee der Aufständischen die Stadt.
Zusammen mit José María Morelos war Ignacio López Rayón Gründungsmitglied des Kongress von Chilpancingo (auch als Kongress von Anáhuac bezeichnet), der am 13. September 1813 zusammentrat und in dessen Verlauf die Unabhängigkeit Mexikos von Spanien erklärt wurde. Im Jahr 1817 wurde er gefangen genommen und für drei Jahre inhaftiert. Die am 24. August 1821 besiegelte Unabhängigkeit Mexikos erlebte er mit; danach bekleidete er bis zu seinem Tod im Jahr 1832 das einträgliche Amt des Schatzmeisters von San Luis Potosí.

## Ehrungen
Seine Heimatstadt Tlalpujahua, Michoacán, nahm im Jahr 1859 seinen Namen in den offiziellen Stadtnamen auf.